# Catherine Chaillet
Pour les articles homonymes, voir Chaillet.
Catherine Chaillet, née le 20 avril 1933 à Paris où elle meurt le 23 décembre 2024, est une styliste et designer française. Originellement styliste dans le prêt-à-porter, Catherine Chaillet se fait connaître auprès du grand public en créant la première charte graphique de TF1 en 1975.

## Biographie
Catherine Chaillet est née à Paris le 20 avril 1933. Admise du premier coup aux Beaux-Arts en 1953, Catherine Chaillet commence sa carrière dans l'architecture en tant que practicienne pour l'agence de Jean Dubuisson. Afin de financer ses études, elle contacte Alain Lalonde, un industriel du textile, qui la fait entrer dans la mode en 1962 en concevant les dessins de ses tissus. En avril 1964, Lalonde lui confie la transformation de sa boutique place des Victoires. Baptisée Victoire, elle devient une boutique avant-gardiste aujourd'hui considérée comme le premier concept store parisien, et donnera lieu à la marque Victoire.
Catherine Chaillet fait partie des jeunes stylistes en vogue à la fin des années 1960 aux côtés de Michèle Rosier, Paco Rabanne, Christiane Bailly ou encore Emmanuelle Khanh,. En 1967, Jean-Louis Dumas, gérant d'Hermès, demande à Catherine Chaillet la création d'un nouveau sac pour la maison de couture. Enceinte, elle donne au sac le prénom de sa fille : c'est le sac Constance. Catherine Chaillet concevra de nombreux autres modèles de sacs pour Hermès.
En 1971, Catherine Chaillet est chargée de créer une image de marque pour la Troisième chaîne couleur de l'ORTF. Elle innove en imaginant des séquences animées et des indicatifs musicaux pour introduire les émissions, plutôt qu'avec des speakerines comme la norme de l'époque. De 1975 à 1981, elle conçoit la première identité graphique de TF1. Du logo aux génériques (habillage de chaîne) et aux décors des émissions, Catherine Chaillet donne une unité de style graphique à la première chaîne après la démantèlement de l'ORTF. En février 1977, elle imagine Les Tifins, une série d'animation diffusée avant les journaux télévisés, jouant avec les codes graphiques de la chaîne. Par la suite, Catherine Chaillet a également dessiné les premiers logos de Chérie FM en 1987 et de Vivendi en 1998,.
Catherine Chaillet meurt à Paris le 23 décembre 2024 à l'âge de 91 ans,.

## Travaux notables

Logo de la Troisième chaîne couleur de l'ORTF, conçu en 1972.
Premier logo de TF1, imaginé en 1975.
Premier logo de Vivendi en 1998.
Logo original Chérie FM.

## Vie privée
Catherine Chaillet est la fille de l'architecte et résistant Samuel Edmond Rosenheck. Elle est la mère de huit enfants.